# Brzdová zdrž

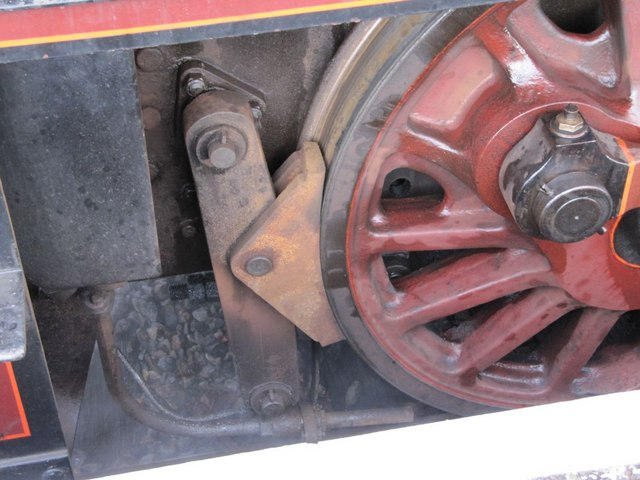
Celistvá zdrž; závěska zde není použita

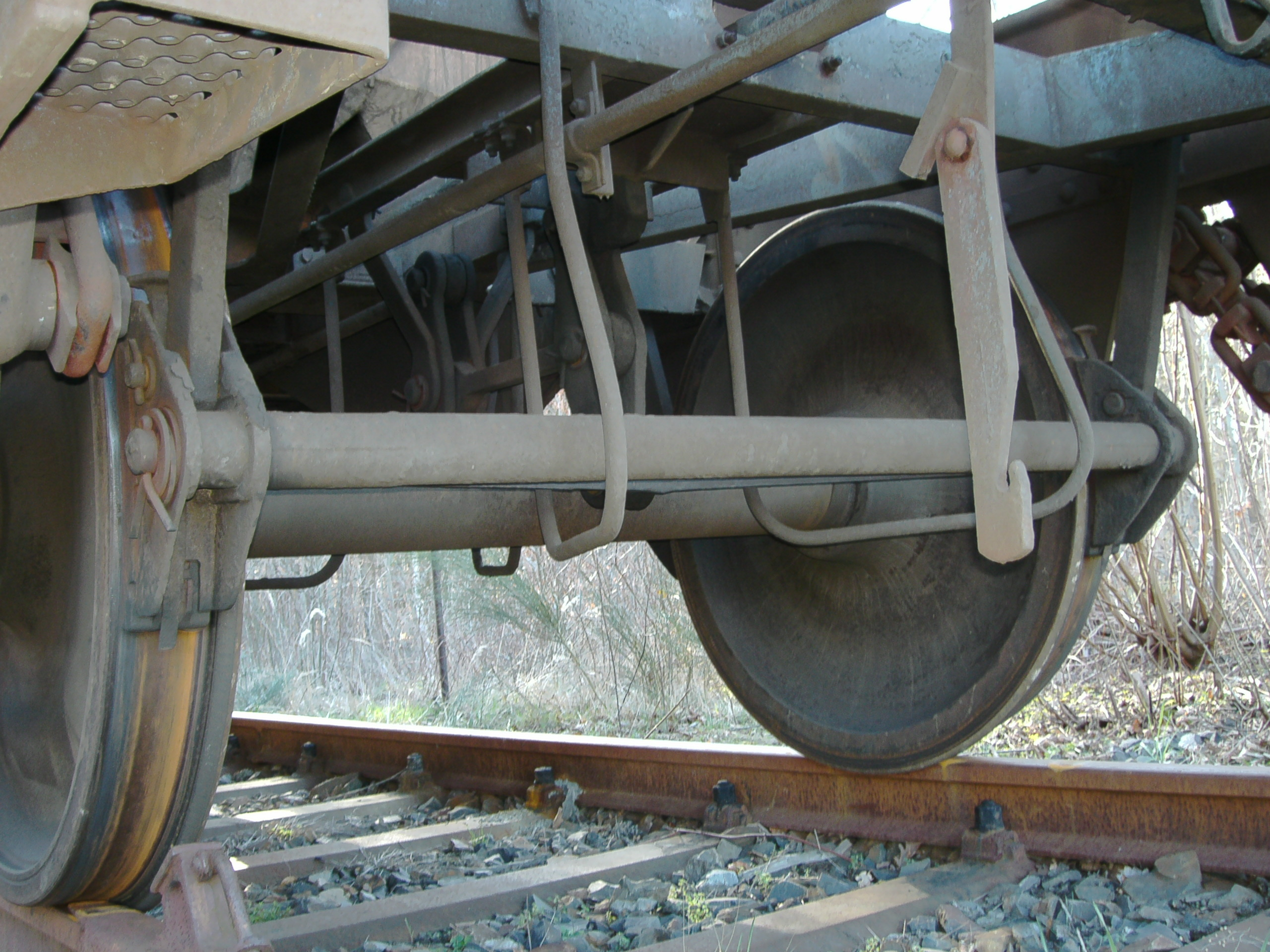
Jednošpalíkové zdrže spojené brzdovou rozporou, ve spodní části je vidět připevňovací klín

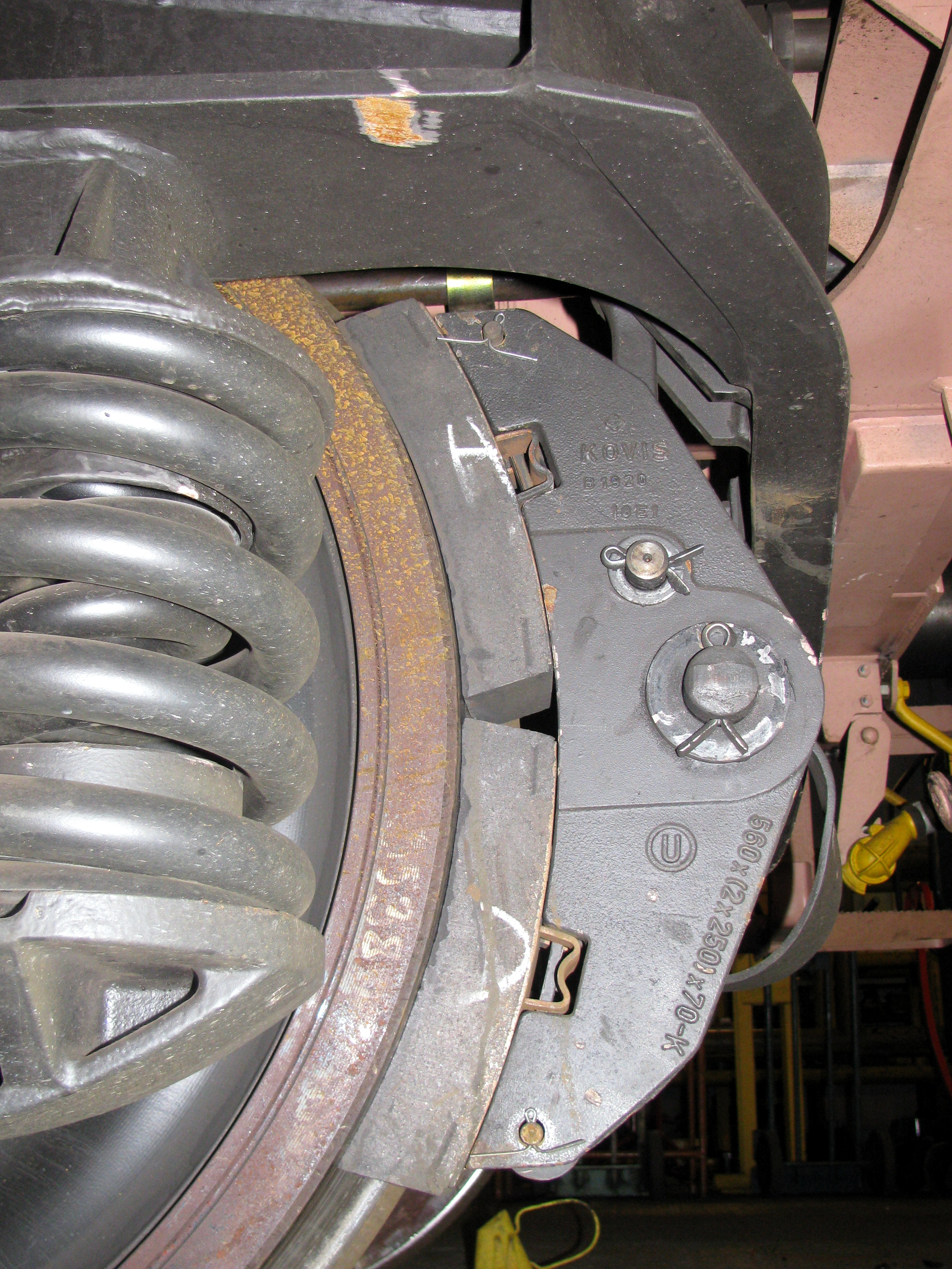
Dvoušpalíková zdrž osazená nekovovými špalíky

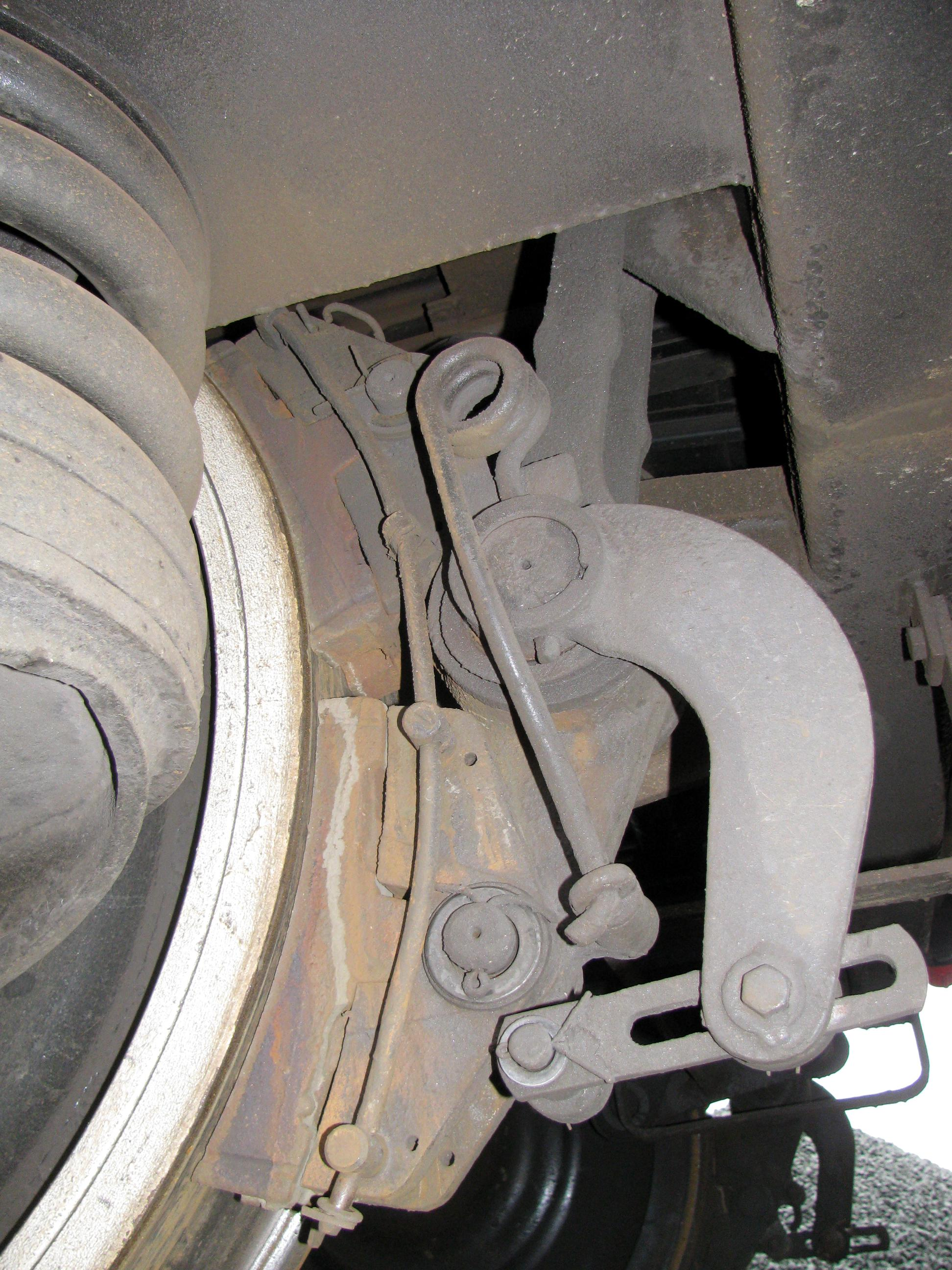
Dvojčitá zdrž podvozku Görlitz V, osazená litinovými špalíky

Brzdová zdrž, krátce zdrž, je součást špalíkové brzdy kolejových vozidel. 

## Princip činnosti
Při brzdění je zdrž zpravidla pneumaticky přes pákový mechanismus přitlačována na jízdní plochu kola, kde vzniká třecí síla. Tato síla brzdí otáčení kola, resp. dvojkolí. Tečná reakce je obvykle odváděna ze zdrže do rámu (resp. rámu podvozku) mimo tento pákový mechanismus - závěskou, osazenou tak, aby zdrž vlastní tíhou od kola odléhala, nemá-li působit brzdná síla. Při tření zdrže o kolo se kinetická energie mění ve ztrátové teplo.
Z hlediska konstrukce se zdrže dělí na celistvé zdrže a zdrže dělené.

## Celistvé zdrže
Celistvá zdrž je odlitek nasazený přímo na brzdovou rozporu či páku. Její nevýhodou je velká zbytková hmotnost po opotřebení, kdy je otěrem spotřebována pouze část materiálu zdrže, což zvětšuje množství materiálu dopravovaného zpět k recyklaci (ve srovnání s dělenými zdržemi).

## Dělené zdrže
Dělená zdrž se skládá z botky a brzdového špalíku. Špalík se svojí zadní plochou (vzhledem ke kolu) opírá o botku. Uprostřed vystupuje z jeho zadní plochy oko, kterým je provlečen klín (slangově „šavle“). Tento klín drží špalík v botce, proti vysunutí bývá zajištěn závlačkou. Špalíky mohou být litinové nebo nekovové (z kompozitního materiálu, zřídka i dřevěné).
Dělené zdrže se dále dělí na:
- jednošpalíkové
- dvoušpalíkové
- dvojčité

### Jednošpalíkové zdrže
Jednošpalíkové zdrže jsou nejjednodušší formou dělených zdrží. Používají se na starších nákladních vozech a osobních vozech pro nižší rychlosti,
kde není požadován vysoký výkon brzdy.

### Dvoušpalíkové zdrže
Dvoušpalíkové zdrže se skládají z botky, do které jsou vloženy dva brzdové špalíky. Používají se na nákladních vozech pro vyšší rychlosti i na elektrických lokomotivách[zdroj?].

### Dvojčité zdrže
Dvojčité zdrže se od dvoušpalíkových liší složitější konstrukcí. Dvě botky, každá pro jeden špalík, jsou uloženy ve vahadle, které je teprve zavěšeno na rámu podvozku a ke kterému je připojena brzdová rozpora. Toto provedení se používá pro špalíkové brzdy nejvyšších výkonů, typické je například pro podvozky Görlitz V a VI osobních vozů (nejen) ČD.